# Gary Ayles
Gary Ayles (ur. 25 września 1964 roku w Robertsbridge) – brytyjski kierowca wyścigowy.

## Kariera
Ayles rozpoczął karierę w międzynarodowych wyścigach samochodowych w 1985 roku od startów w Festiwalu Formuły Ford. Wyścigu jednak nie ukończył. W późniejszych latach Brytyjczyk pojawiał się także w stawce Brytyjskiej Formuły 3, British Touring Car Championship, Formuły Vauxhall Lotus, Cellnet Superprix, Italian Super Touring Car Championship, Global GT Championship, 24-godzinnego wyścigu Le Mans oraz FIA GT Championship.